# Білоблоцький Олександр Сергійович
Олександр Сергійович Білоблоцький (нар. 19 березня 1975) — український волейболіст, триразовий дефлімпійський чемпіон (1997, 2005, 2013) та триразовий срібний призер (2001, 2009, 2017).

## Життєпис

### Дефлімпійські ігри 2009
Літні Дефлімпійські ігри 2009 відбувались у Тайбеї. У рамках ігор пройшов турнір з волейболу, на якому чоловіча збірна команда України виборола срібло Дефлімпіади, поступившись у фіналі команді з Росії.

### Дефлімпійські ігри 2013
Літні Дефлімпійські ігри 2013 відбувались з 26 липня по 4 серпня. У рамках ігор пройшов турнір з волейболу, на якому вперше за історію Ігор чоловіча збірна команда України здобула золото Дефлімпіади, перемігши команду з Росії.

### Дефлімпійські ігри 2017
На XXIII літніх Дефлімпійських іграх, що відбувались у турецькому місті Самсун, Олександр разом зі збірною прибули як фаворити захищати свій чемпіонський титул, здобутий на попередніх Іграх-2013 у Софії, на чолі з Юлієм Грицютою. Груповий етап відбувався з 20 по 23 липня. У ньому українці здобули перше місце, послідовно обігравши Росію — 3:2 (20:25, 32:30, 25:21, 19:25, 15:12), США — 3:0 (25:15, 25:10, 25:8), Іран — 3:0 (25:16, 25:11, 25:17) та Польщу — 3:0 (25:12, 25:7, 25:13).
На другому етапі Дефлімпіади волейбольного турніру команди продовжили грати за системою плей-оф. 25 липня відбувся чвертьфінал, у якому українська збірна змагалась з Бразилією та перемогла з рахунком 3:0 (25:14, 25:19, 25:9). За вихід до фіналу українцям знову протистояла збірна Росії. Цього разу збірна України перемогла — 3:1 (25:19, 22:25, 25:17, 25:20).
У вирішальному матчі українці протистояли господарям змагань туркам. Команди зійшлися приблизно рівні за класом. Гру судили місцеві арбітри, які відзначилися досить неоднозначними рішеннями на користь господарів. Подібне траплялося У кінцівках усіх трьох партій. У підсумку перемогла збірна Туреччини — 3:0 (25:22, 25:21, 25:23).